# Zilupe (rzeka)
Zilupe (biał. Сінюха, Siniucha; ros. Синяя, Siniaja) – rzeka na Białorusi, Łotwie i w obwodzie pskowskim Rosji, dopływ Wielikiej. Długość 195 km, zlewnia 2040 km², średni przepływ wody 27 km od ujścia 10,1 m³/s. Należy do zlewiska Bałtyku.